# Răsărit de Pământ

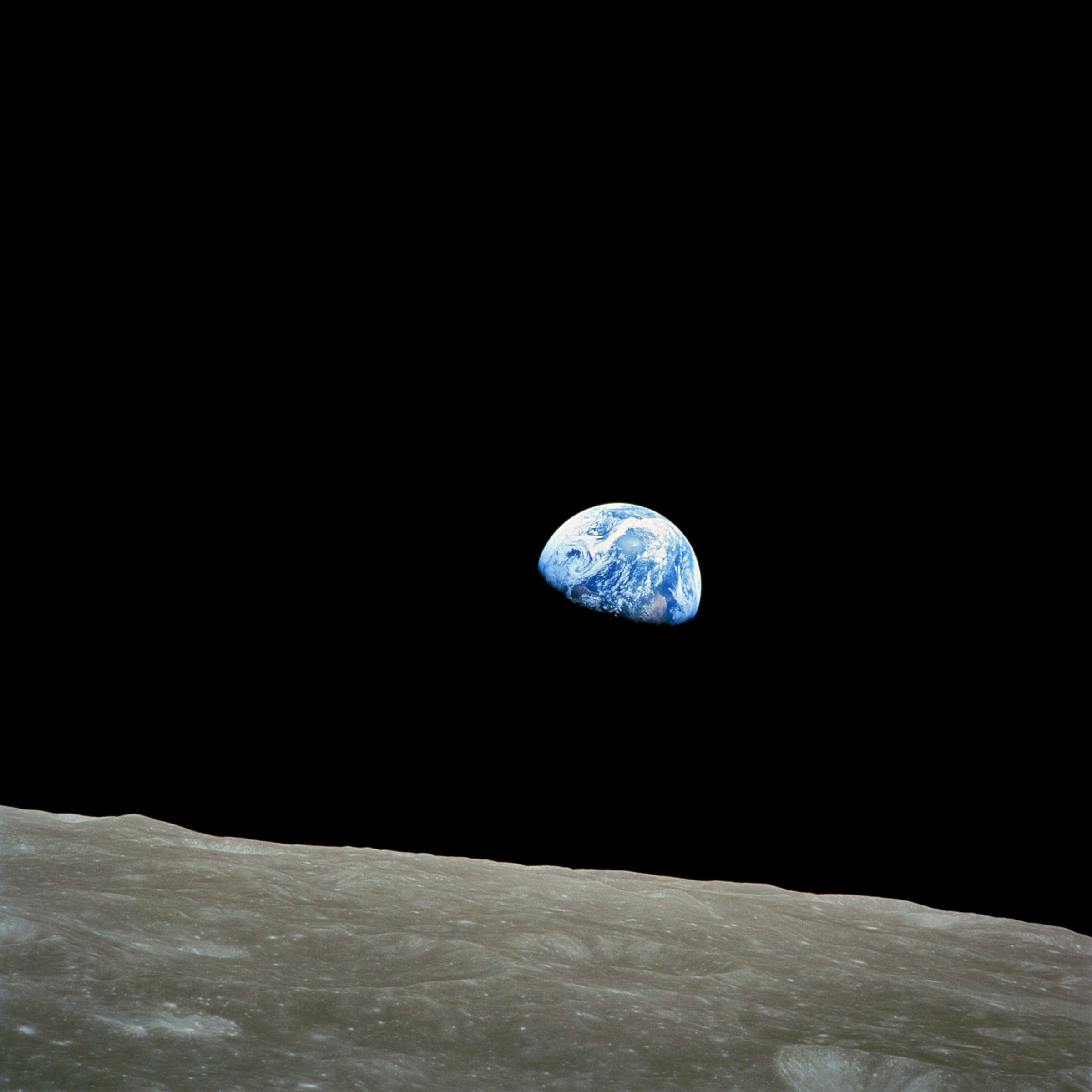
Răsărit de Pământ, fotografie făcută în 1968 de William Anders, astronaut la bordul Apollo 8

Răsărit de Pământ (engleză Earthrise) este o fotografie a Pământului și a unei părți din suprafața Lunii care a fost făcută de pe orbita Lunii de astronautul William Anders la 24 decembrie 1968, în timpul misiunii Apollo 8. Fotograful Galen Rowell a descris-o drept „cea mai influentă fotografie cu tematică ecologică făcută vreodată”.
Imaginea color a lui Anders a fost precedată de o imagine alb-negru din 1966, realizată de sonda robotică Lunar Orbiter 1, prima navă spațială americană care a orbitat Luna.

## Detalii

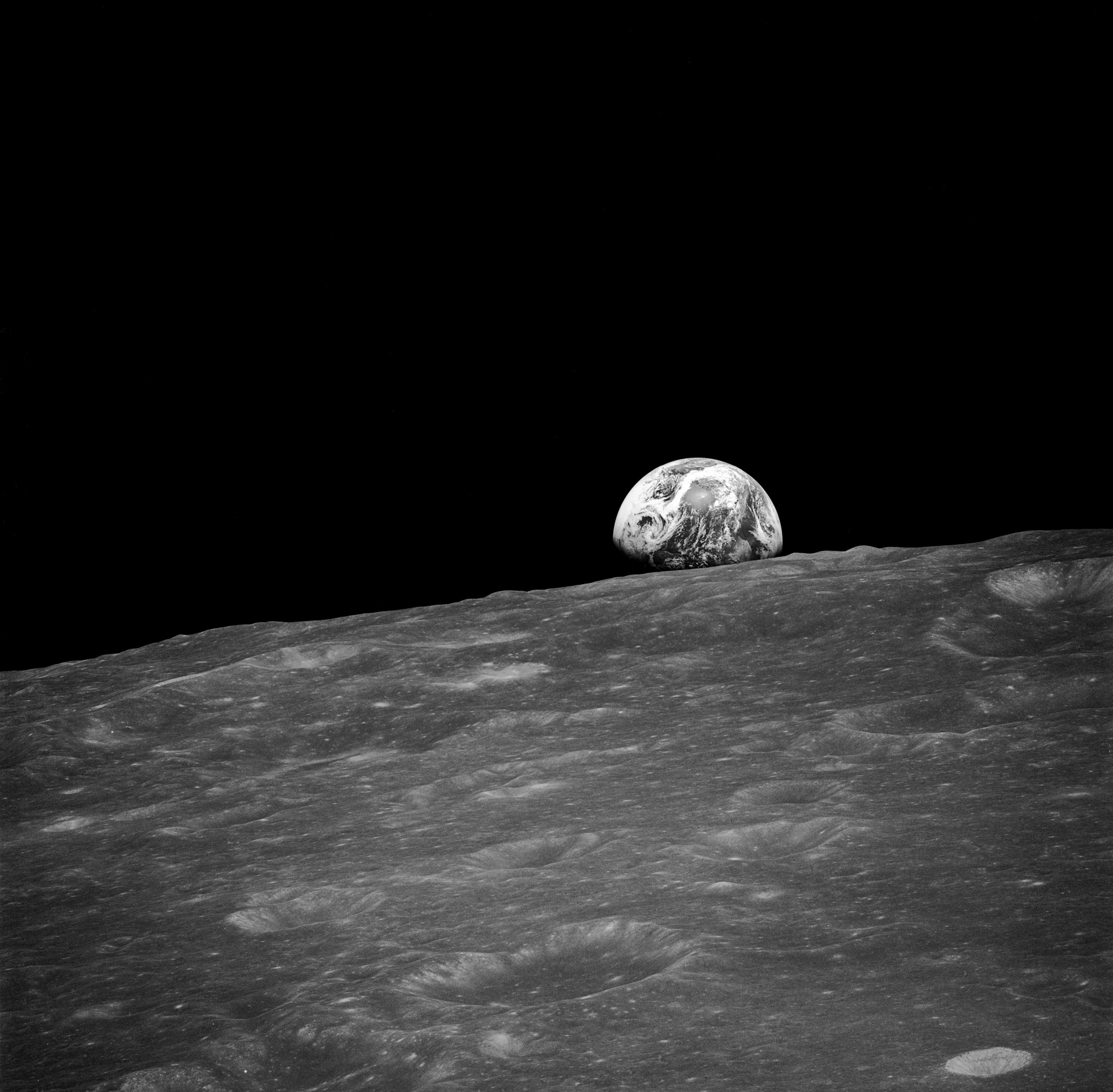
Prima fotografie a Pământului făcută de un om de pe Lună, chiar înainte de Earthrise

Earthrise a fost făcută de astronautul William Anders în timpul misiunii Apollo 8, prima călătorie cu echipaj uman pe orbita Lunii. Înainte ca Anders să găsească un film color de 70 mm potrivit, comandantul misiunii Frank Borman a făcut o fotografie alb-negru a scenei, cu  terminatorul Pământului atingând orizontul. Poziția continentelor și formele norilor din această imagine sunt aceleași cu cele din fotografia color intitulată Earthrise.
Fotografia a fost făcută de pe orbita lunară la 24 decembrie 1968, ora 16:00 UTC, cu o cameră Hasselblad 500 EL special modificată, cu acționare electrică. Camera avea un inel de vizualizare simplu, și nu vizorul reflex standard și era încărcată cu o rolă de film de 70 mm care conținea film fotografic Ektachrome personalizat dezvoltat de Kodak. Imediat înainte de această fotogafie, Anders fotografiase suprafața lunară cu un obiectiv de 250 mm; obiectivul a fost ulterior folosit pentru imaginile Earthrise.
| “ | Anders: Oh Doamne! Uită-te ce imagine e acolo! E Pământul care răsare. Wow, ce frumos. Borman: Hei, nu face poza aia, nu este în program (glumă) Anders: (râzând) Ai un film color, Jim? Dă-mi repede rola aia color, te rog... Lovell: O, măi, e grozav! | ” |

Au fost multe imagini făcute în acel moment. Caseta audio a misiunii stabilește că au fost făcute mai multe fotografii, la ordinul lui Borman, cu acordul entuziast al lui Jim Lovell și al lui Anders.
Reproducerea alb-negru a imaginii lui Borman a apărut în autobiografia sa din 1988, subtitrată: „Una dintre cele mai faimoase imagini din istoria fotografică – făcută după ce am luat camera de la Bill Anders”. Borman era comandantul responsabil de misiune și notează în cartea sa că această imagine „a fost folosită de Serviciul Poștal pe un timbru și puține fotografii au fost reproduse mai frecvent”.:212 Fotografia reprodusă nu este aceeași imagine cu fotografia lui Anders; în afară de orientare, formele norilor diferă. Ulterior, Borman a retractat această poveste și a acceptat ideea că fotografia alb-negru a fost făcută și de Anders, pe baza dovezilor prezentate din stenograme și a unui videoclip produs de un angajat al NASA Goddard Space Flight Center Scientific Visualization Studio, Ernie Wright.
Timbrul reproduce formele norilor, culorile și craterul din imaginea lui Anders. Borman spunea despre Anders că deține „o diplomă de master în inginerie nucleară”; Anders a fost astfel însărcinat ca „membru al echipajului științific... îndeplinind și sarcinile de fotografie care ar fi atât de importante pentru echipajul Apollo care va aseleniza efectiv pe Lună”.:193
La cea de-a 50-a aniversare a misiunii Apollo 8 din 2018, Anders a declarat: „Mi-a subminat mult credințele religioase. Ideea că lucrurile se rotesc în jurul Papei și că acolo sus este un mare supercomputer care se întreabă dacă Billy a fost un băiat bun ieri? Nu are nici un sens. Am devenit bun amic cu [omul de știință ateu] Richard Dawkins".